# 2004 KV18
2004 KV18 là một thiên thể Troia của Sao Hải Vương lập dị chạy theo quỹ đạo của Sao Hải Vương trong vùng ngoài Hệ Mặt Trời, đường kính khoảng 70 km. Nó được quan sát lần đầu tiên vào ngày 24 tháng 5 năm 2004, bởi các nhà thiên văn học tại Đài thiên văn Mauna Kea ở Hawaii, Hoa Kỳ. Đó là Troia của Sao Hải Vương thứ tám được xác định và là thứ hai trong điểm L5 Lagrange của sao Hải Vương.

## Quỹ đạo và phân loại
Thiên thể Troia của sao Hải Vương là các vật thể ngoài Sao Hải Vương (TNO) cộng hưởng trong cộng hưởng quỹ đạo chuyển động trung bình 1: 1 với sao Hải Vương. Những Trojan này có trục bán chính và chu kỳ quỹ đạo rất giống với sao Hải Vương (30.10 AU; 164.8 năm). 2004 KV18 thuộc nhóm L5 kéo dài, theo sau 60 ° sau quỹ đạo của Sao Hải Vương. Nó quay quanh Mặt trời với trục bán chính là 30.370 AU ở khoảng cách 24,7 Công36,1 AU cứ sau 167 năm và 4 tháng (61.132 ngày). Quỹ đạo của nó có độ lệch tâm cao đáng chú ý là 0,19 và độ nghiêng 14 ° so với đường hoàng đạo.